# Billedforbud
Billedforbud eller anikonisme er et religiøst forbud mod billeddyrkelse. Et billedforbud har været et vigtigt element i de fleste store religioner. Det findes i jødedommen, i (især den tidlige) kristendom og i dag ikke mindst indenfor islam. I kristendommen i dag er der billedforbud i bl.a. calvinisme, reformerte kirke og den ortodokse kirke.

## Billedforbud i religionerne
Et billedforbud har været et grundlæggende element i de fleste store religioner. Apostlen Paulus afviste som andre af samtidens kristne gudebilleder. Hos de tidlige kristne var billedforbudet til dels begrundet i det andet af de 10 bud, der forbyder gudebilleder. Billeder mødte modstand i den kristne tradition fra antikken op til byzantisk tid og Reformationen. I den ortodokse kirke har perioder med billeddyrkelse været afløst af andre perioder med ikonoklasme (af græsk: eikon = "billede" + klastein = "knuse"), hvor man afviste brugen af billeder.
Den jødiske religion regnes for at være billedfjendtlig. Dette træk kommer til udtryk allerede i det gamle testamentes beretning om Moses og Aron. Her nævnes forskellen mellem ordets sandhed og bedraget i gudebilledet som problemets kerne. Her bliver sammenhængen mellem billedfrygt og religiøsitet tydelig.
Tilsvarende billedfjendtlige træk finder man også i den kristne religion, i hvert fald indtil billeddekretet på Tridentinerkoncilet i 1563, men også senere i visse retninger inden for den protestantiske tro.
Under islam findes en billedfjendtlighed, der svarer til jødedommens. I 1600-tallet blev billeder, der viste Muhammed, forbudt. I moskeerne ser man abstrakte freskomalerier og kunstfærdig, arabisk kalligrafi, men aldrig konkrete fremstillinger af Gud, mennesker, dyr eller genstande i det hele taget.